# Amtshof Bad Lauchstädt

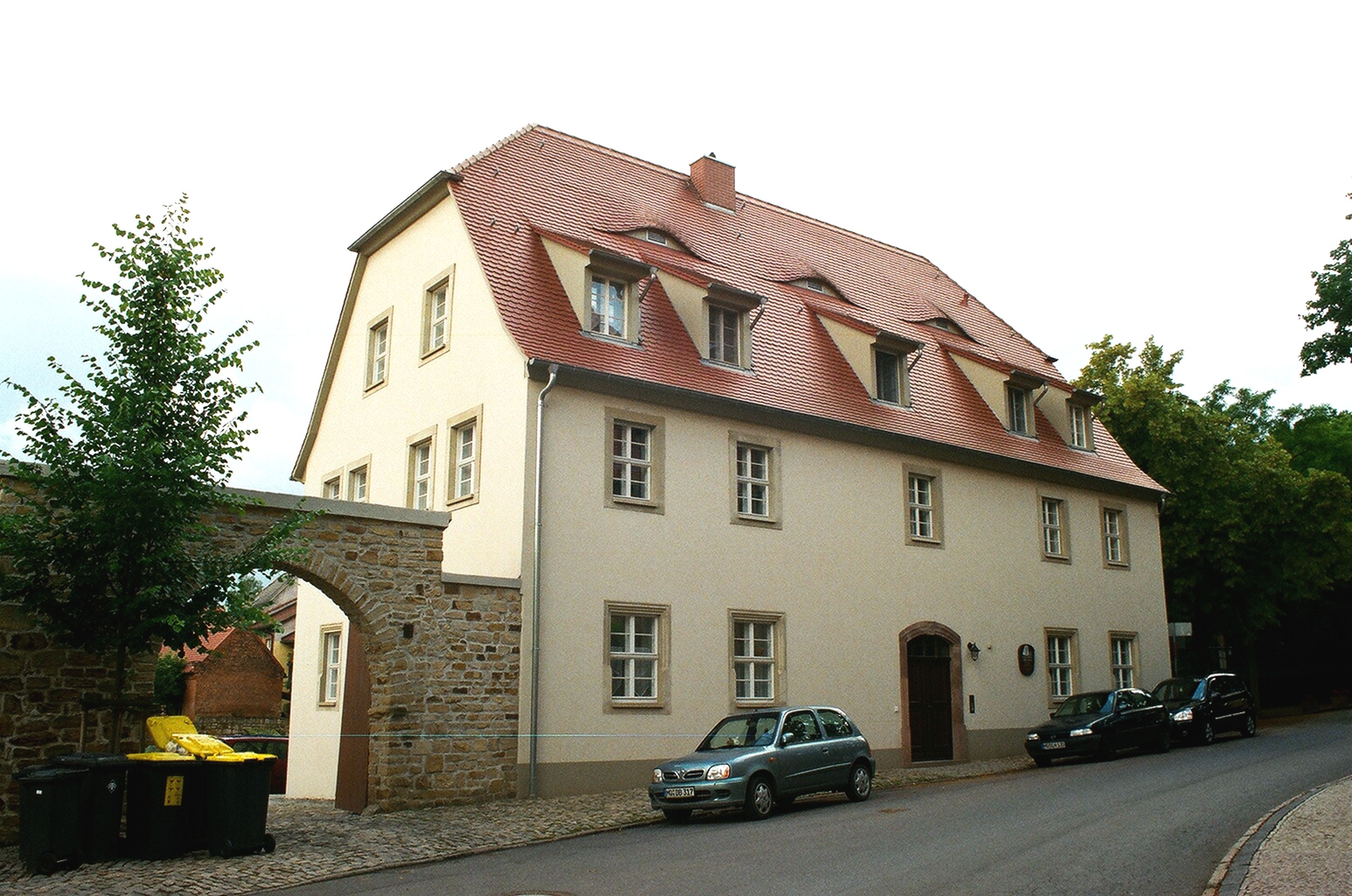
Haupthaus des Amtshofes mit Tor zum Hof

Der Amtshof Bad Lauchstädt ist ein denkmalgeschützter Gebäudekomplex in der Stadt Bad Lauchstädt in Sachsen-Anhalt. Im örtlichen Denkmalverzeichnis ist er unter der Erfassungsnummer 094 20657 als Baudenkmal verzeichnet.

## Beschreibung
Der Amtshof befindet sich in der Querfurter Straße, gegenüber der Kirche Maria Regina. Direkt an der Querfurter Straße steht das Haupthaus, das im 16. Jahrhundert errichtet, aber während der Barockzeit verändert wurde. Das Gebäude hatte ursprünglich auf der Seite des Teiches einen wehrhaften Charakter, da sich hier das Tor zur Altstadt von Bad Lauchstadt befand. Es war bis 1815 Sitz des jeweiligen Amtsmannes des Amtes Lauchstädt und zugleich Fronveste. Nach 1815 hatte hier das preußische Land- und Stadtgericht seinen Sitz.
Bei Sanierungen des Gebäudes verschwand der wehrhafte Charakter, vier Fledermausgauben wurden durch fünf Schleppgauben ersetzt. An der Fassade wurde eine Gedenktafel angebracht, die über die ehemalige Nutzung des Gebäudes aufklärt. Auf dem Hof ist einer der ältesten Gefängnisbauten der Gegend erhalten geblieben. Zum Gebäudekomplex gehört ebenfalls noch ein Wirtschaftsgebäude.